# 费代里科·尼洛·马尔迪尼
费代里科·尼洛·马尔迪尼（義大利語：Federico Nilo Maldini，2001年3月28日—），意大利男子射击运动员，2023年欧洲运动会男子10米气手枪团体铜牌得主、2024年夏季奥林匹克运动会男子10米气手枪银牌得主。